# Ramara
Ramara ist ein Kriminalfilm von 1916 der Filmreihe Phantomas.

## Handlung
Der Diebstahl eines Heilserums wird aufgeklärt.

## Hintergrund
Die Produktionsfirma war die Greenbaum-Film GmbH Berlin. Der Film hatte eine Länge von vier Akten auf 1326 Metern, dies entspricht ca. 72 Minuten. Die Polizei Berlin belegte ihn mit einem Jugendverbot (Nr. 39931), ebenso die Reichsfilmzensur am 18. April 1921 (Nr. 1921). Die Polizei München belegte ihn nicht nur mit einem Jugendverbot, sondern verbot auch die Ankündigung als Detektivfilm (Nr. 22806, 22807, 22808, 22809). Die Uraufführung fand in den Kant-Lichtspielen Berlin statt.
Das Drei Mohren-Kino in Neumarkt in der Oberpfalz  zeigte „Ramara“, “Detektivdrama in 4 Akten, Hauptrolle Erich Kaiser-Titz als Detektiv Phantomas” am 19. März 1918 zusammen mit dem zweiaktigen Lustspiel „Albert lässt sich scheiden“ mit dem Komiker Albert Paulig in einer Vorstellung.